# Phantastenmuseum

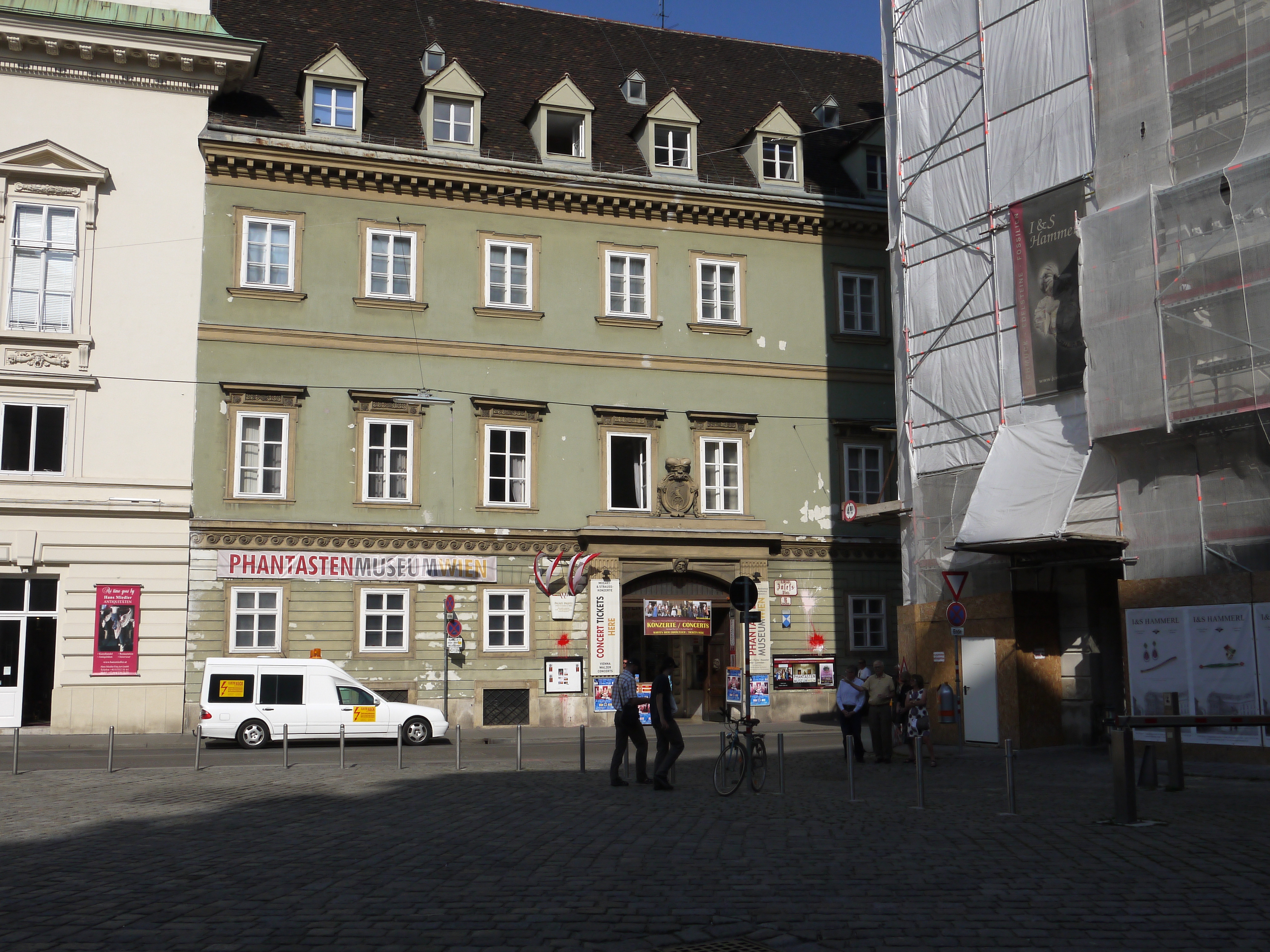
Phantastenmuseum

Das Phantastenmuseum war eine Dauerausstellung im Palais Pálffy im 1. Wiener Gemeindebezirk Innere Stadt. Zu sehen war dort die Entwicklung der phantastischen, surrealen und visionären Kunst von der Nachkriegszeit bis zur Gegenwart.

## Geschichte
Nach Gesprächen zwischen dem österreichischen Künstler Ernst Fuchs und dem Verleger, Organisator und Autor Gerhard Habarta entstand die Idee zur Verwirklichung eines Museums für phantastische Kunst in Wien. Zusammen mit dem „Österreichischen Kulturzentrum seit 1958“ im Palais Pálffy wurden die Pläne 2010 konkretisiert. Im Herbst 2010 wurde mit dem Umbau der Räume begonnen, der im Jänner 2011 abgeschlossen war. Die Eröffnung des Museums fand am 15. Jänner 2011 unter dem Ehrenschutz von Bundespräsident Heinz Fischer statt.

## Räumlichkeiten
Für das Museum wurden Teile des historischen, aufgrund Kriegsschäden in den 1950er Jahren renovierten Palais Pálffy genutzt.
Das Foyer wurde vom Lehmden-Schüler Kurt Welther zum Thema Figaros Hochzeit gestaltet.
Hier wurde auch ein Empfangsbereich mit der Ticketkasse, der Information und dem Museums-Shop eingerichtet. In diesem wurden Geschenke wie Nachbildungen berühmter Kunstwerke, Skulpturen, Schmuck, Kataloge und Kunstdrucke sowie auch Original-Editionen verkauft.
Im 1. Stock befand sich gegenüber dem Figaro-Konzertsaal die Galerie. Es handelt sich um einen 150 m² großen Raum für Einzelausstellungen. Die Dauerausstellung nahm das gesamte Obergeschoß ein und bestand aus gestalteten Räumen. Neben den Werken aus eigenem Bestand und Dauerleihgaben wurden Dokumente und Porträts der Künstlerpersönlichkeiten gezeigt.

## Das Museum
Das Museum war in folgende Bereiche gegliedert:
- Impulse: Hier wurden die Impulse aufgezeigt, die den jungen Künstlern erste Informationen nach dem Krieg brachten, mit Werken von Edgar Jené und Gustav K. Beck und Arnulf Neuwirth.
- Akademie: Hier fanden die jungen Kreativen eine künstlerische Heimat, mit Werken von Albert Paris Gütersloh, Ernst Fuchs, Fritz Janschka, Anton Lehmden und Kurt Steinwendner, bevor er zum Filmemacher und Objektkünstler Curt Stenvert wurde.
- Zeitgenossen: Dazu zählten ältere Künstler des Phantastischen, die die Diktatur überlebt hatten, wie Greta Freist, Kurt Goebel, Charles Lipka oder der CIA-Agent Charles von Ripper. Und die Jungen, wie Rudolf Schönwald oder Arnulf Rainer sowie Maler, die sich im späteren Art Club bewegten. Dazu gehören die „Partisanin“ Maria Biljan-Bilger, Peppino Wieternik, bevor er sich zum Abstrakten wandte, und Carl Unger der für das Palais Pálffy eine große Glasfront gestaltete.
- Art Club: Er versammelte die künstlerische Elite der Nachkriegszeit und wurde mit dem Strohkoffer ein geselliges Zentrum.
- Hundsgruppe: Sie wurde zur ersten Gegenbewegung, in der sich die Aufrührer wie Ernst Fuchs, Arnulf Rainer und Maria Lassnig, Wolfgang Kudrnofsky und der Außenseiter-Phantast Anton Krejcar mit heute wertvoll gewordenen Grafiken manifestierten.
- Das Pintorarium von Friedensreich Hundertwasser, Ernst Fuchs und Arnulf Rainer kämpfte aktionistisch mit Wandzeitung und Nacktdemonstration gegen die etablierte Akademie, schlechte Architektur und für die Freiheit des Geistes.
- Hundertwasser verwirklichte die Theorien des Pintorariums in seinen Bauten. Eine Fotodokumentation von Kurt Pultar.
- Wiener Schule des Phantastischen Realismus: Der Kern des Museums mit Bildern von Arik Brauer, Wolfgang Hutter, dem in den USA lebenden Fritz Janschka und von Anton Lehmden. Von Rudolf Hausner ist – neben einem Ölbild – die Dokumentation der langjährigen Arbeit an seiner Arche des Odysseus zu sehen. Neben einem Frühwerk von Ernst Fuchs ist auch eine eigens für das Museum geschaffene große Gemälde-Fassung einer vor 55 Jahren entstandenen Zeichnung ausgestellt.
- In der Abteilung der Gleichzeitigen waren 16 Bilder jener Wiener Fantasten zu sehen, die sich in den 1960er-Jahren zum ersten Mal präsentierten, u. a. in der Galerie, die Ernst Fuchs installierte.
- In der Abteilung Next Generation waren jene fast „noch Jungen“, die sich – trotz zeitweiliger Ausgrenzung durch die Avantgarde – neuen Tendenzen des Phantastischen verpflichtet fühlen, wie unter anderem Hanno Karlhuber[2], der sich dem magischen Realismus zuwandte. Sie haben zum Teil bei Hausner, Lehmden, Hutter und Fuchs studiert und auch als Assistenten gelernt.
- Das Graphische Kabinett stellt einige Radierungen und Lithographien bis hin zu Briefmarken aus. Hier wird in etwa 30 Werken internationaler Phantasten die weltweite Vernetzung gezeigt. Vertreter aus Japan, den USA, Australien und europäischen Zentren sind die Botschafter von Vereinigungen phantastischer Künstler, den Ambassadors of the Fantastic Universe.